# ペーパー・エアロプレーンズ
ペーパー・エアロプレーンズ（Paper Aeroplanes）は、西ウェールズ出身のフォークロック・バンド。活動は2003年頃から始まっていたが、2009
年頃に結成された。

## メンバー
- サラ・ハウエルズ（Sarah Howells) - ボーカル、ギター
- リチャード・ルエリン（Richard Llewellyn) - ギター、ベース

## ディスコグラフィ

### アルバム
- The Day We Ran Into the Sea (2010年、My First)
- We Are Ghosts (2011年、My First)
- Little Letters (2013年、Navigator)
- JOY (2015年、My First)

### EP
- Lifelight (2010年、My First)
- A Comfortable Sleep (2011年、My First)
- Time to Be (2012年)[1]
- Circus (2014年、My First)